# Xanthorhoe apollosaria
Xanthorhoe apollosaria är en fjärilsart som beskrevs av William Schaus 1912. Xanthorhoe apollosaria ingår i släktet Xanthorhoe och familjen mätare. Inga underarter finns listade i Catalogue of Life.